# 哥白尼陨击坑

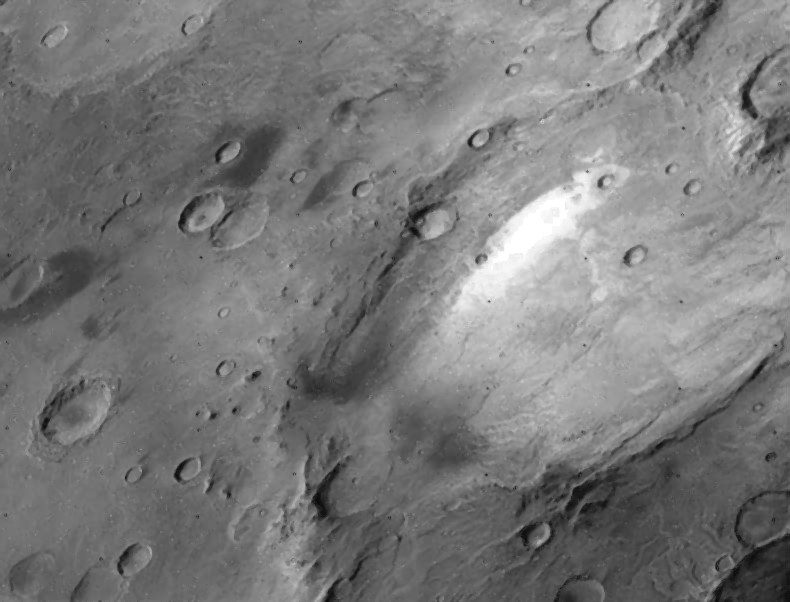
海盗1号拍摄的哥白尼陨击坑(右)

哥白尼陨击坑（Copernicus）是火星上一座大型撞击坑，它位于火星赤道以南，南纬48.8度、东经191.2度的法厄同区塞壬高地密布陨坑的高地上，直径接近300公里，其名称取自波兰天文学家尼古拉斯·哥白尼，1973年被国际天文联合会正式批准接受。

## 描述
形成哥白尼陨击坑的撞击可能发生在30多亿年前，在它的撞击盆地内包含了较小的陨石坑和尤其值得关注的冲沟地形，这些冲沟被认为是过去液态水流动的迹象。该区域存在许多的小通道，它们是液态水进一步的证据。依据它们的形状、外观、方位和位置以及与被认为富含水冰特征的明显相互作用，许多研究人员认为，冲刷沟壑的过程涉及液态水。然而，这仍是一个需要积极研究的课题。
冲沟一经发现，研究人员就开始一遍又一遍地拍摄许多冲沟的图像，以寻找可能的变化，到2006年，发现了一些变化。后来，通过进一步的分析，确定这些变化可能是由干燥颗粒流引起的，而非由流水所驱动。随着观察的不断深入，在加萨陨击坑（Gasa）和其他地方发现了更多的变化。随着更多的重复观察，发现了越来越多的变化。由于这种变化发生在冬季和春季，专家们倾向于相信冲沟是由干冰形成的。之前和之后的图像显示，这一活动的时间与季节性二氧化碳霜冻以及液态水无法存在的温度相吻合。当干冰霜冻气化时，它可以润滑干燥物质使其流动，尤其是在陡峭的斜坡上。在某些年份，霜冻厚度可能达到1米。

## 尘暴痕迹
火星上的许多地区都经历过巨大的尘暴过境，大部分火星表面都覆盖着一层精细明亮的薄薄尘埃。当尘暴经过时，它会吹去覆盖层，暴露出下方幽暗的表面。从地球和轨道上方都可以看到火星尘暴，他们甚至吹掉了火星上两辆火星车太阳能电池板上的灰尘，从而大大延长了它们的运行寿命。这一对孪生探测车设计寿命为3个月，但它们已经使用了数年，目前仍在使用中。机遇号火星漫游车已使用了10多年，截至2017年8月，它仍在发回数据，其行驶轨迹每隔数月就会改变一次。

## 图集

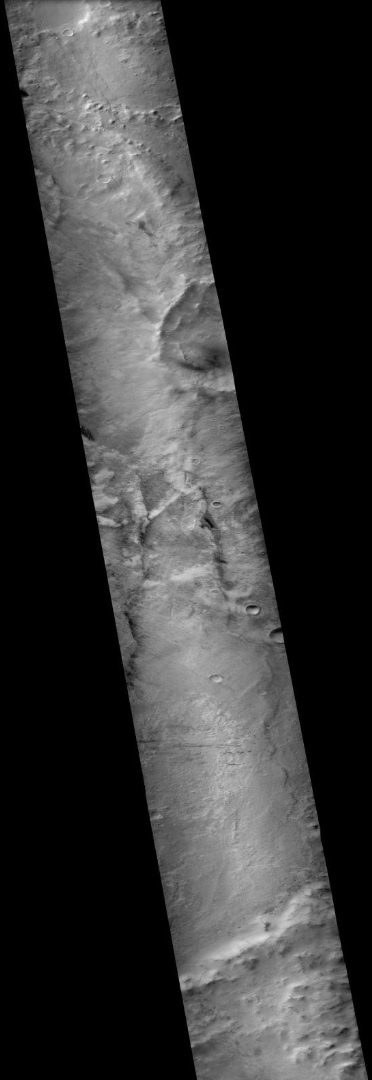
哥白尼损击坑的东侧边缘，火星勘测轨道飞行器背景相机拍摄。
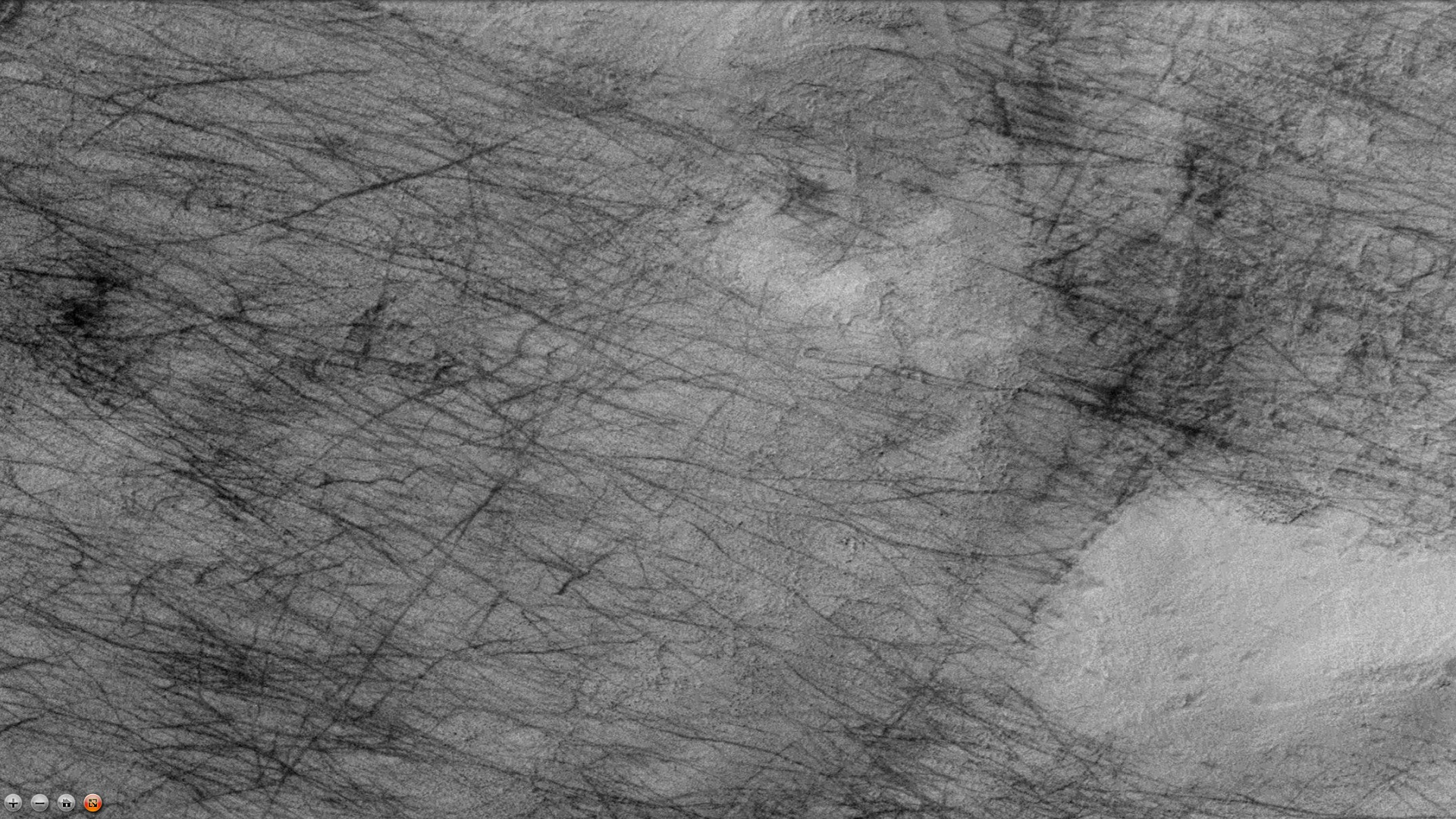
哥白尼陨击坑地表的尘暴痕迹，火星勘测轨道飞行器背景相机拍摄，注：这是前一幅图像的放大版。
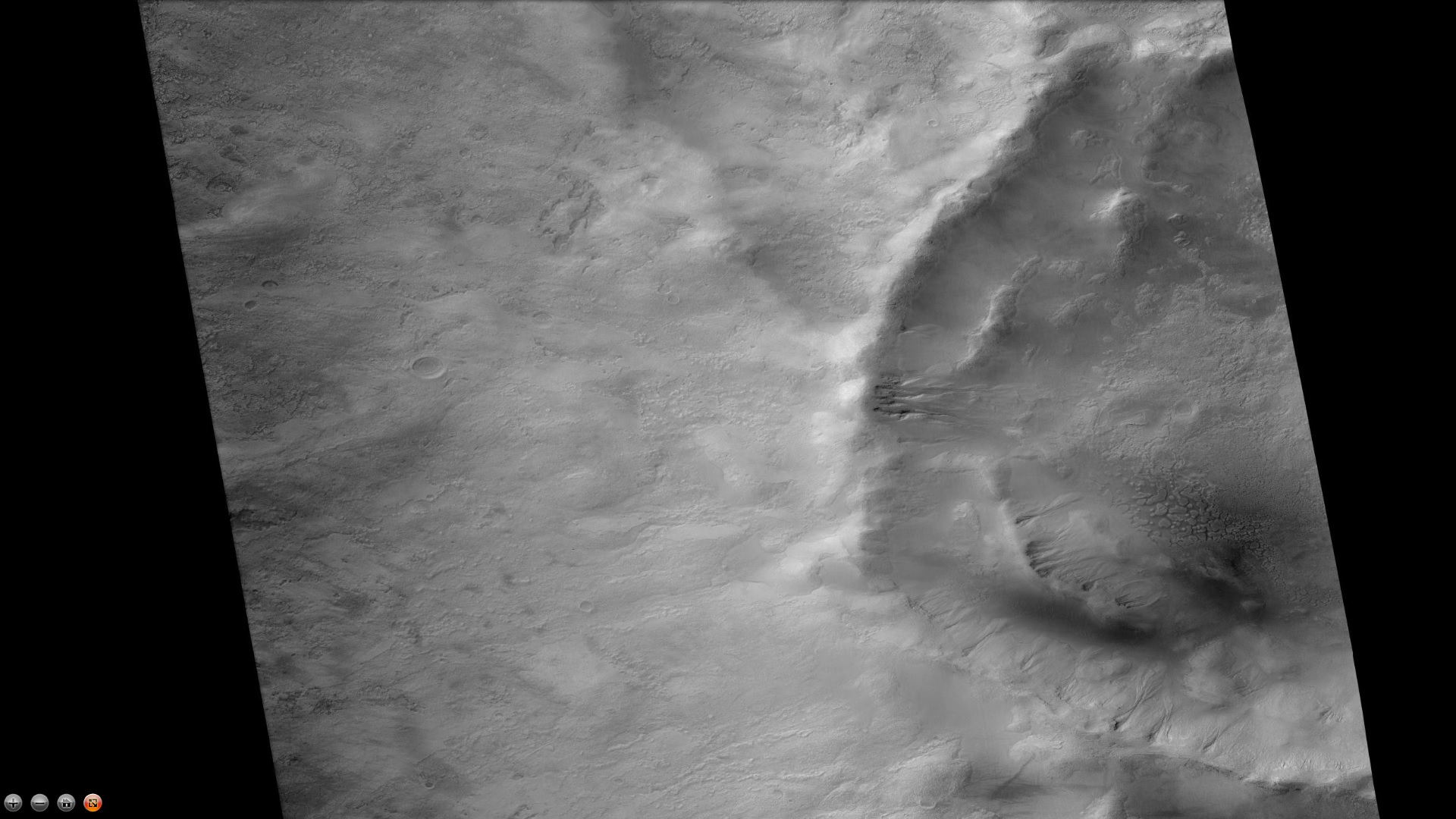
C背景相机显示的哥白尼陨击坑底部的一系列通道。
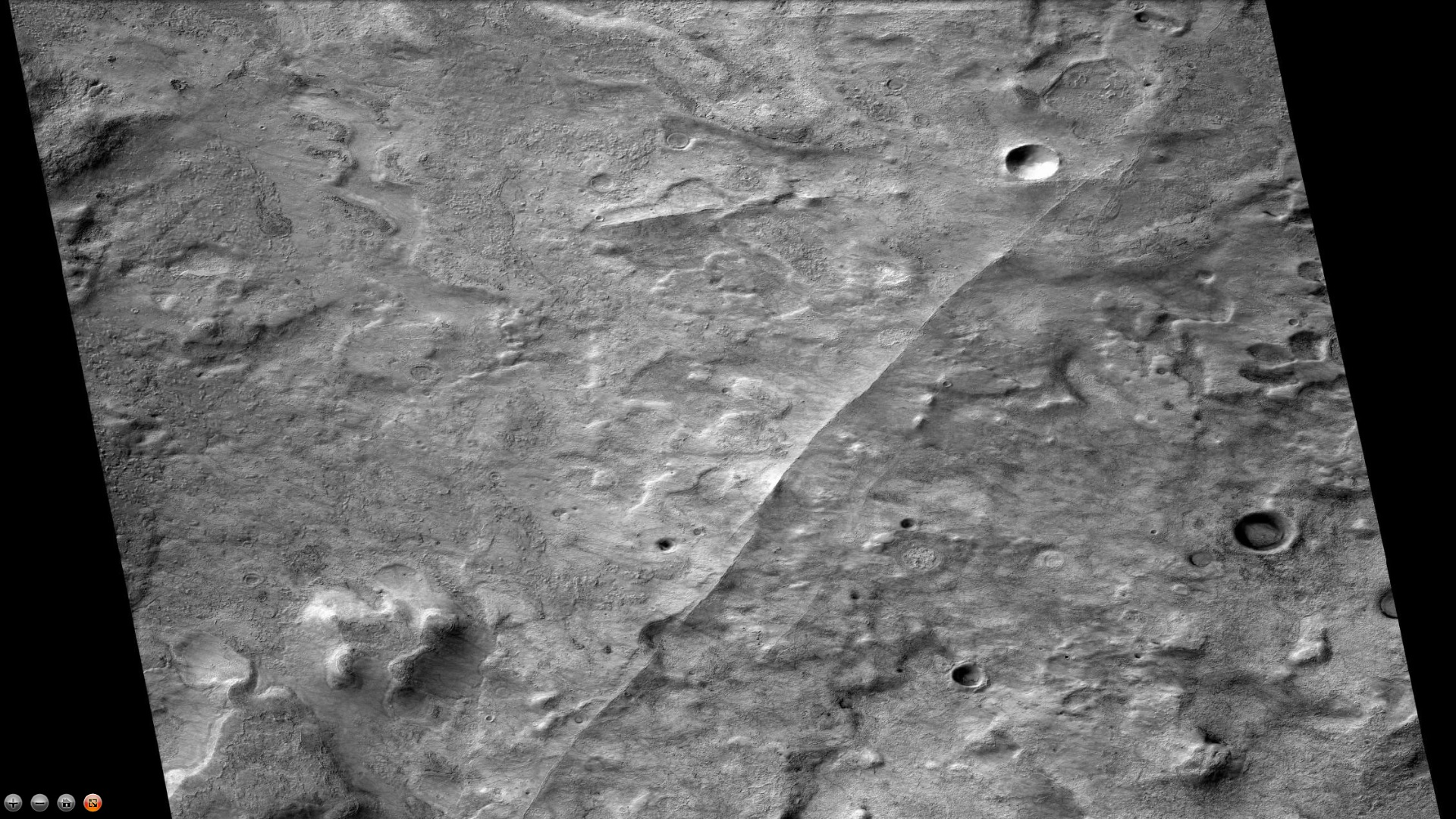
火星勘测轨道飞行器背景相机显示的哥白尼陨击坑坑底可能的岩脉，该直线可能是岩脉、断层或接合处。
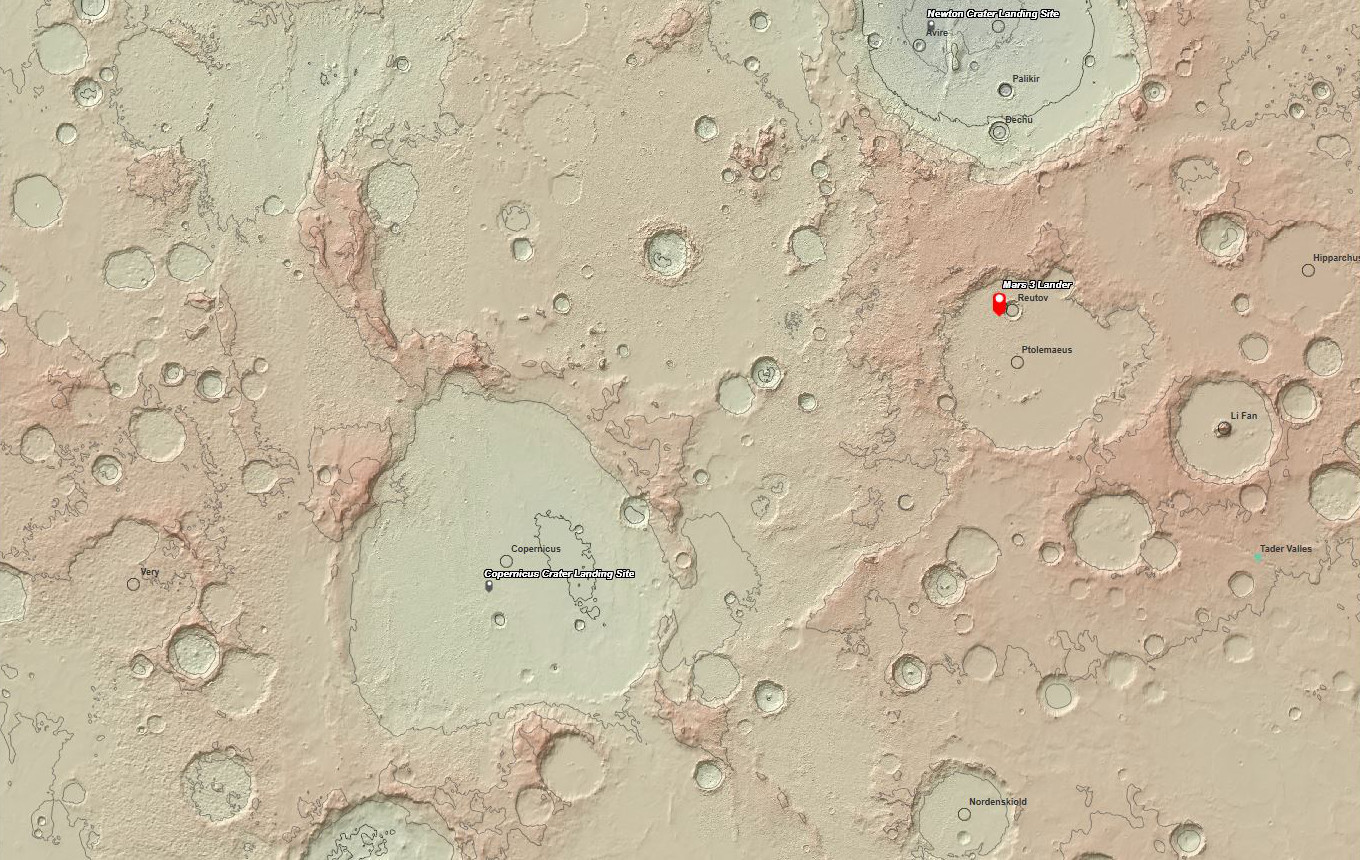
该地形图是使用火星全球探勘者号探测器上火星轨道器激光高度计获取的数据所绘制，这张图片是RedMapper网站的屏幕截图，显示了哥白尼陨击坑在火星塞壬区的地理位置。
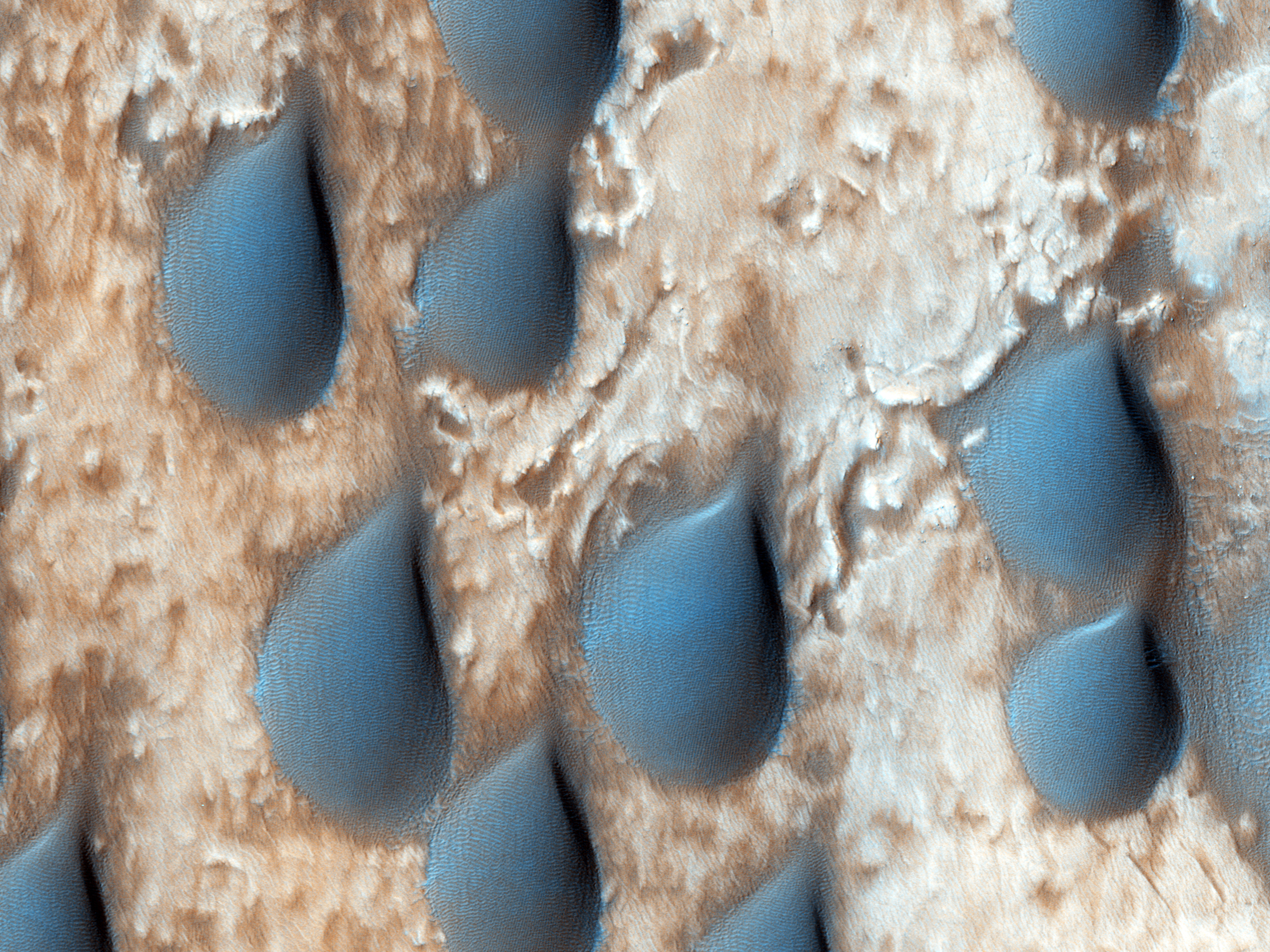
哥白尼陨击坑 橄榄石沙丘地形。

## 另请查看
- 火星撞击坑